# Sidney Preston Osborn

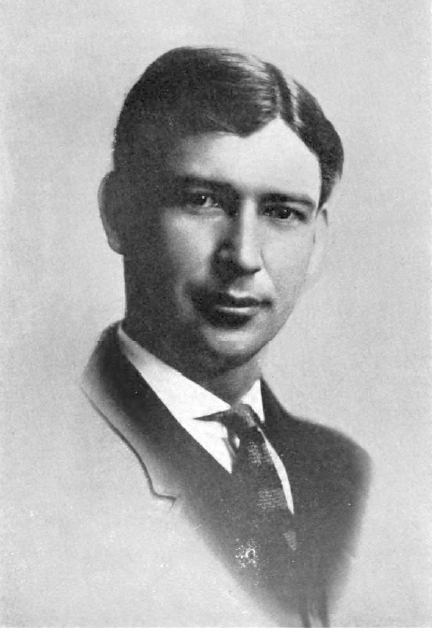
Sidney Preston Osborn

Sidney Preston Osborn (* 17. Mai 1884 in Phoenix, Arizona; † 25. Mai 1948 ebenda) war ein US-amerikanischer Politiker (Demokratische Partei) und von 1941 bis 1948 Gouverneur des Bundesstaates Arizona. Er ist der einzige Gouverneur in Arizonas Geschichte, der vier nacheinander folgende Amtszeiten ableistete.

## Frühe Jahre und politischer Aufstieg
Osborn graduierte 1903 an der Phoenix Union High School und besuchte anschließend die Georgetown University in Washington, D.C., wo sein Interesse an der Politik wuchs. Er entschied sich schon früh, in die Politik zu gehen. Seine ersten Berufserfahrungen sammelte er 1898 als Page in der Arizona Territorial Legislature. Nach seinem Abschluss an der High School war er von 1903 bis 1905 als Delegierter im US-Repräsentantenhaus tätig. Danach war er 1910 einer der Delegierten beim Verfassungskonvent von Arizona. Anschließend fungierte er von 1912 bis 1919 als Secretary of State von Arizona. Er übte sogar die Tätigkeit des Steuereinnehmers im Zeitraum von 1933 bis 1934 aus.

## Gouverneur von Arizona
Osborn unternahm drei erfolglose Anläufe auf das Amt des Gouverneurs, bevor er schließlich am 5. November 1940 gewählt wurde. Während seiner Amtszeit wanderte die Industrie in Arizona ein, was eine Folge des wirtschaftlichen Booms war, der vom Zweiten Weltkrieg ausging. Einige militärische Einrichtungen wurden durch den Staat errichtet, welche der Wirtschaft halfen und zu einer Verdopplung der Bevölkerung führten. Pädagogisch und sozial Notwendiges wurde angesprochen sowie der lange Streit um Arizonas Mitgliedschaft im Colorado River Compact, welcher schließlich 1944 mit Arizonas Beitritt beendet wurde. Während seiner vierten Amtszeit erkrankte Osborn an Amyotropher Lateralsklerose und verstarb am 25. Mai 1948. Secretary of State Dan Edward Garvey wurde kommissarischer Gouverneur und beendete Osborns Amtszeit.
Sidney Preston Osborn ist in Phoenix beigesetzt. Er war zwei Mal verheiratet: mit Marjorie Grant und Gladys Smiley.